# Прибрежный (Самара)
Прибре́жный — посёлок городского типа в составе Красноглинского района города Самары.
Посёлок расположен в 60 км от центра города и окружён территорией Ставропольского района.
Посёлок окружён лесными кварталами Задельненского лесничества Ново-Буянского лесхоза Ставропольского района Самарской области. С юга к посёлку примыкает село Задельное (250 домов), с севера посёлок Винта́й (136 домов).

## История
Строительство посёлка было начато в 1959 году. Посёлок создан в связи со строительством вблизи него заводов авиационно-космической промышленности (филиала Куйбышевского моторостроительного завода имени Фрунзе и филиала Куйбышевского НПО «Труд»), в него на постоянное место жительства переезжали жители не только Куйбышевской области, но и других регионов СССР.
Первыми были построены бараки, где размещались строительные бригады, далее были воздвигнуты коттеджи. В том же году был построен отдельный пост 29 ВПЧ[неизвестный термин]. С 1959 по 1960 год в посёлке появилось пять четырехэтажных домов с видом на реку Волгу.
В 1960 году по решению Куйбышевского Облисполкома посёлок был реорганизован в рабочий посёлок Прибрежный, находился в подчинении Ново-Буянского района Куйбышевской области.
В соответствии с Указом Президиума Верховного Совета РСФСР от 23 декабря 1955 года «О порядке проведения Выборов в Советы депутатов трудящихся вновь образованных районов, городов, сельсоветов рабочих и курортных поселков», 5 марта 1961 года были проведены выборы в Прибрежный поселковый Совет. На территории поселка было организованно 25 избирательных округов и избрано 25 депутатов. 10 марта 1961 года состоялась первая сессия поселкового Совета первого созыва, на которой был избран состав исполкома из семи человек и утверждены 4 постоянных комиссии. Председателем поселкового Совета был избран Николай Иванович Изин. Секретарем исполкома была утверждена Ольга Федоровна Синотина, которая проработала до августа 1961 года и была освобождена по состоянию здоровья. Исполком был размещен в доме № 3 по улице Парусной, квартира 28. 6 ноября 1961 года переведён в помещение почтового отделения № 57.
В 1962 году в посёлке вступила в строй железнодорожная станция Задельная.
Чтобы собрать лучших инженеров и рабочих, руководство завода и посёлка стремилось создавать наилучшие условия для проживания сотрудников и их семей. Строились новые дома, развивалась инфраструктура посёлка. Были построены 2 школы, один профессиональный лицей, дом культуры.
Несмотря на то, что поселок был частично окружен лесом, проживание в посёлке осложнялось песчаными бурями: с южной стороны между протоками реки Волги и железной дорогой располагались бугристые пески — барханы. Органы лесхоза вплоть до 1963 года тщетно пытались засадить деревьями южный склон горы, на которой располагается посёлок Прибрежный. Но постоянные ветры не позволили вырасти лесу.
В 1965 году по просьбе трудящихся дирекция завода обратилась в Совет министров через уполномоченный орган (Облисполком Куйбышевского Совета народных депутатов) о выделении для работников завода нескольких участков земли для ведения садоводческой деятельности. Таким образом, уже в 1968 году на месте песчаных барханов было образовано первое дачное товарищество «Жигули». Впоследствии были организованы и другие садоводческие товарищества: «Золотые пески», «Железнодорожник», «Сосна», «Орлёнок».
Наличие дач позволило людям организовать не только отдых, но и решать насущные продовольственные проблемы. Постепенно дачники Прибрежного превратили пустыню в цветущий сад, что в значительной мере повлияло на улучшение микроклимата в поселке, в частности, песчаные бури полностью прекратились. Кроме того, в начале 70-х совместными усилиями жителей посёлка и органов лесного хозяйства на территории возле дач были вновь высажены сосновые саженцы, которые, благодаря изменённому климату прижились, что остановило движение песков.
Благоприятный климат, сосновые леса, близость реки Волги делают это место притягательным для отдыхающих. В 1970-х — 1980-х годах были построены базы отдыха «Тополя», «Тополёк», «Купринка», «Калинка», «Стрежень», которые и в настоящее время пользуются популярностью у жителей Самары и Тольятти.

## Население
| 11 913 | 11,5 тыс. человек |

## Жилой фонд
На территории посёлка находится 66 жилых домов. Из них 62 относятся к жилищному фонду Красноглинского района, 3 — к ведомственным организациям, 1 — ТСЖ.
Кроме жилых строений для постоянного проживания, в посёлке находятся дачные участки — шесть некоммерческих «садовых товариществ»: СДНТ «Железнодорожник — Задельное», СНТ «Жигули», СНТ «Золотые пески № 1», СНТ «Золотые пески ВМЗ», СНТ «Орленок», СПК «Сосна». Их общая площадь составляет 266,8 га, из них 66,9 га находятся на землях лесного фонда.
Границы дачных участков пересекаются с территорией государственного лесного фонда.

## Транспорт
- С городом Тольятти посёлок соединяет коммерческий автобусный маршрут № 392.
- С городом Самарой посёлок соединяют муниципальный автобусный маршрут № 79 и коммерческий маршрут № 447[4].
- На станции Задельная останавливаются пригородные поезда (электрички) направления «Жигулёвское море — Самара» Куйбышевской железной дороги.

## Экономика
По состоянию на 2016 год наиболее крупными предприятиями посёлка являлись:
- Обособленное подразделение «Винтай» ОАО «Кузнецов».
- ЗАО «ПХР» (производство пластмассовых изделий для ОАО «АвтоВАЗ»).
- ООО «Анди» (производство крафтового сидра).

В посёлке также имеются: магазины — 50, киоски — 10, общественное питание — 1 кафе, предприятия бытового обслуживания: парикмахерские — 3, ремонт обуви — 2, ателье — 3; рынок — 1, аптеки — 3.

## Социальная сфера
На территории посёлка расположены база отдыха «Стрежень» и санаторий-профилакторий «Космос» (до начала 2010-х годов — детский оздоровительный лагерь «Орлёнок»), принадлежащий «ЦСКБ-Прогресс».